# 3718 Dunbar
3718 Dunbar је астероид главног астероидног појаса са средњом удаљеношћу од Сунца која износи 2,635 астрономских јединица (АЈ).
Апсолутна магнитуда астероида је 12,8.